# Rhagomys
Genre
Rhagomys est un genre de rongeurs la famille des Cricétidés.

## Liste des espèces
- Rhagomys longilingua Luna et Patterson, 2003
- Rhagomys rufescens (Thomas, 1886)